# Komuna e Graçanicës
Komuna e Graçanicës (serbiska: Opština Gračanica, Општина Грачаница, albanska: Graçanicë, serbiska: Gračanica, Грачаница) är en kommun i Kosovo. Den ligger i den östra delen av landet, 11 km söder om huvudstaden Priština.